# ロジャー・フェルナンデス
ロジャー・フェルナンデス（Roger Fernandes, 2005年11月21日 - ）は、ギニアビサウのビサウ自治区ビサウ出身のプロサッカー選手。プリメイラ・リーガのSCブラガ所属。ポジションはフォワード。

## 経歴
SCブラガのユースアカデミーに所属し、2021年7月31日にスーペルタッサ・カンディド・デ・オリベイラのスポルティングCP戦にてトップチームデビューを果たした。15歳と254日での同カップ戦出場は史上最年少であった。

## 代表歴
2022年9月、ギニアビサウ代表に初選出されたが、出場はなかった。

## タイトル

### クラブ
ブラガ
- タッサ・ダ・リーガ：1回（2023-24）

## 家族
従兄のジョエルソン・フェルナンデス、サナ・フェルナンデスもプロサッカー選手。